# Curtain Up

Curtain Up est un film anglais réalisé par Ralph Smart sorti en 1952. 

## Synopsis
Au théâtre de Drossmouth, petite ville anglaise, Harry, le producteur, Jackson, le metteur en scène et toute la troupe entament la répétition d'une nouvelle pièce, écrite par un auteur, un certain Jeremy Saint-Clair, imposé par le directeur du théâtre. Or, la pièce est très mauvaise…

## Fiche technique
- Titre original : Curtain Up
- Titre français (TV et DVD) : Curtain Up
- Réalisation : Ralph Smart
- Scénario : Michael Pertwee, Jack Davies d'après la pièce On Monday Next de Philip King (1949)
- Musique : Malcolm Arnold
- Direction artistique : Geoffrey Drake
- Costumes : Joan Ellacott
- Photographie : Stanley Pavey
- Son : Peter Handford, Red Law
- Montage : Douglas Robertson
- Production : Robert Garrett
- Production associée : George Pitcher
- Société de production : Constellation
- Société de distribution : General Film Distributors
- Pays d'origine :  Royaume-Uni
- Langue originale: anglais
- Format : noir et blanc — 35 mm — 1,37:1 — son mono
- Genre : Comédie
- Durée : 81 minutes
- Date de sortie :
  - Royaume-Uni : 12 mai 1952 (Londres)

## Distribution
- Robert Morley : W.H. "Harry" Derwent Blacker
- Margaret Rutherford : Catherine Beckwith, dramaturge sous le nom de Jeremy Saint-Clair
- Kay Kendall : Lady Augusta Bracknell
- Olive Sloane : Maud "Maudie" Baron
- Liam Gaffney : Norwood Beverly
- Lloyd Lamble : Jackson dit "Jacko"
- Joan Rice : Avis
- Michael Medwin : Jerry Winterton